# Landtagswahl in Sachsen 2009
- Linke: 29
- SPD: 14
- Grüne: 9
- FDP: 14
- CDU: 58
- NPD: 8

- Regierung: 72
- Opposition: 60

Die Landtagswahl in Sachsen 2009 war die fünfte Wahl zum Sächsischen Landtag nach der Wende; sie fand am 30. August 2009 statt. Gleichzeitig wurden auch der Landtag im Saarland sowie der Landtag in Thüringen neu gewählt. Es war der letzte Wahltermin vor der Bundestagswahl 2009 am 27. September 2009.
Die CDU mit Ministerpräsident Stanislaw Tillich blieb bei leichten Stimmverlusten die klar stärkste Partei. Auch Die Linke verlor Stimmenanteile. Während die SPD ihr historisch niedriges Wahlergebnis von 2004 leicht verbessern konnte, legte die FDP deutlich zu, sodass eine Landtagskoalition von CDU und FDP als Alternative zur Fortsetzung der bisherigen CDU/SPD-Koalition möglich war. Bündnis 90/Die Grünen erhielten 6,4 % (nach 5,1 bei der Wahl zuvor). Der Stimmenanteil der NPD Sachsen sank von 9,2 % auf 5,6 % (minus 3,6 %). Die Kleinpartei Tierschutzpartei erreichte mit 2,1 % das beste Ergebnis aller Parteien, die nicht in den Landtag einziehen konnten.
Nach der Wahl bildete sich eine Regierungskoalition aus CDU und FDP, die Tillich zum Ministerpräsidenten der Staatsregierung wählte.
Die Wahlbeteiligung lag bei 52,2 %; sie war 7,4 Prozentpunkte geringer als 2004.

## Ausgangssituation
Bei der Landtagswahl in Sachsen 2004 am 19. September 2004 hatte die CDU Sachsen erstmals seit der Wiedergründung des Freistaates Sachsen die absolute Mehrheit verloren. Da keine Mehrheit mit der FDP Sachsen bestand, wurde eine Koalition gemeinsam mit der SPD Sachsen gebildet. Die SPD hatte in Sachsen mit 9,8 % das niedrigste Ergebnis ihrer Geschichte erreicht.
| Partei | Partei     | Wahl 2004 | Wahl 2004 |
| Partei | Partei     | Stimmen   | Sitze     |
| ------ | ---------- | --------- | --------- |
|        | CDU        | 41,1 %    | 55        |
|        | PDS        | 23,6 %    | 31        |
|        | SPD        | 9,8 %     | 13        |
|        | NPD        | 9,2 %     | 12        |
|        | FDP        | 5,9 %     | 7         |
|        | B’90/Grüne | 5,1 %     | 6         |

## Parteien und Kandidaten
Parteien, die zur Landtagswahl 2009 zugelassen wurden (in Klammern: Spitzenkandidaten):
- Christlich-Demokratische Union (Stanislaw Tillich[5])
- Die Linke (André Hahn[6])
- Sozialdemokratische Partei Deutschlands (Thomas Jurk[7])
- Nationaldemokratische Partei Deutschlands (Holger Apfel)
- Freie Demokratische Partei (Holger Zastrow[8])
- Bündnis 90/Die Grünen (Antje Hermenau[9])
- Die Tierschutzpartei
- Partei Bibeltreuer Christen
- Bürgerrechtsbewegung Solidarität
- Deutsche Soziale Union
- Die Republikaner
- Freie Sachsen – Allianz unabhängiger Wähler (Thomas Gerisch)[10]
- Freiheitliche Partei Deutschlands (Johannes Hertrampf[11])
- Humanwirtschaftspartei (Carsten Heine[12])
- Piratenpartei Deutschland (Mirco Da Silva[13])
- Sächsische Volkspartei (Mirko Schmidt[14])

## Umfragen
| Institut                            | Datum      | CDU  | DIE LINKE | SPD  | NPD | FDP  | GRÜNE | Sonstige |
| ----------------------------------- | ---------- | ---- | --------- | ---- | --- | ---- | ----- | -------- |
| Institut für Marktforschung Leipzig | 22.08.2009 | 41 % | 20 %      | 14 % | 5 % | 10 % | 6 %   | 4 %      |
| Infratest dimap                     | 12.08.2009 | 39 % | 19 %      | 15 % | 5 % | 12 % | 6 %   | 4 %      |
| Institut für Marktforschung Leipzig | 16.07.2009 | 42 % | 17 %      | 14 % | 5 % | 11 % | 7 %   | 5 %      |
| Infratest dimap                     | 25.06.2009 | 40 % | 20 %      | 13 % | 5 % | 12 % | 6 %   | 4 %      |
| Infratest dimap                     | 14.05.2009 | 40 % | 19 %      | 15 % | 5 % | 10 % | 7 %   | 4 %      |
| Infratest dimap                     | 05.05.2009 | 42 % | 18 %      | 13 % | 5 % | 11 % | 6 %   | 5 %      |
| Institut für Marktforschung Leipzig | 21.04.2009 | 43 % | 17 %      | 18 % | 4 % | 9 %  | 6 %   | 3 %      |
| Institut für Marktforschung Leipzig | 24.03.2009 | 42 % | 17 %      | 18 % | 5 % | 9 %  | 6 %   | 3 %      |
| aproxima                            | 24.03.2009 | 49 % | 21 %      | 15 % | 4 % | 5 %  | 5 %   | 1 %      |
| Infratest dimap                     | 02.12.2008 | 42 % | 20 %      | 18 % | 3 % | 9 %  | 6 %   | 2 %      |
| Institut für Marktforschung Leipzig | 14.11.2008 | 39 % | 19 %      | 16 % | 6 % | 9 %  | 6 %   | 5 %      |

## Ergebnis
| Listen                          | Listen               | Erststimmen | Erststimmen | Erststimmen | Erststimmen | Zweitstimmen | Zweitstimmen | Zweitstimmen | Zweitstimmen | Mandate | Mandate |
| Listen                          | Listen               | Stimmen     | %           | +/-         | Mandate     | Stimmen      | %            | +/-          | Mandate      | Anzahl  | +/-     |
| ------------------------------- | -------------------- | ----------- | ----------- | ----------- | ----------- | ------------ | ------------ | ------------ | ------------ | ------- | ------- |
|                                 | CDU                  | 696.539     | 39,0        | –2,6        | 58          | 722.983      | 40,2         | –0,9         | –            | 58      | +3      |
|                                 | DIE LINKE            | 398.899     | 22,3        | –2,2        | 2           | 370.359      | 20,6         | –3,0         | 27           | 29      | –2      |
|                                 | SPD                  | 206.646     | 11,6        | +0,2        | –           | 187.261      | 10,4         | +0,6         | 14           | 14      | +1      |
|                                 | FDP                  | 218.926     | 12,3        | +4,1        | –           | 178.867      | 10,0         | +4,1         | 14           | 14      | +7      |
|                                 | GRÜNE                | 137.623     | 7,7         | +1,6        | –           | 114.963      | 6,4          | +1,3         | 9            | 9       | +3      |
|                                 | NPD                  | 100.105     | 5,6         | +0,7        | –           | 100.834      | 5,6          | –3,6         | 8            | 8       | –4      |
|                                 | Die Tierschutzpartei | –           | –           | N/A         | –           | 36.932       | 2,1          | +0,4         | –            | –       | –       |
|                                 | PIRATEN              | –           | –           | N/A         | –           | 34.651       | 1,9          | N/A          | –            | –       | –       |
|                                 | Freie Sachsen        | 8.202       | 0,5         | N/A         | –           | 24.287       | 1,4          | N/A          | –            | –       | –       |
|                                 | PBC                  | 1.672       | 0,1         | –0,2        | –           | 7.571        | 0,4          | –0,2         | –            | –       | –       |
|                                 | SVP                  | 711         | 0,0         | N/A         | –           | 4.401        | 0,2          | N/A          | –            | –       | –       |
|                                 | BüSo                 | 5.549       | 0,3         | –0,6        | –           | 4.093        | 0,2          | –0,3         | –            | –       | –       |
|                                 | REP                  | –           | –           | N/A         | –           | 3.346        | 0,2          | +0,2         | –            | –       | –       |
|                                 | DSU                  | 1.782       | 0,1         | –0,9        | –           | 3.036        | 0,2          | –0,4         | –            | –       | –       |
|                                 | HUMANWIRTSCHAFT      | 227         | 0,0         | N/A         | –           | 2.230        | 0,1          | N/A          | –            | –       | –       |
|                                 | FP Deutschlands      | 1.153       | 0,1         | N/A         | –           | 1.535        | 0,1          | N/A          | –            | –       | –       |
|                                 | 9 Einzelkandidaten   | 8.636       | 0,5         | N/A         | –           | –            | –            | –            | –            | –       | –       |
| Gesamt                          | Gesamt               | 1.786.670   | 100         |             | 60          | 1.797.349    | 100          |              | 72           | 132     | +8      |
|                                 |                      |             |             |             |             |              |              |              |              |         |         |
| Ungültige Stimmen               | Ungültige Stimmen    | 44.149      | 2,4         | –0,7        |             | 33.470       | 1,8          | –            |              |         |         |
| Wähler                          | Wähler               | 1.830.819   | 52,2        | –7,4        |             | 1.830.819    | 52,2         | –7,4         |              |         |         |
| Wahlberechtigte                 | Wahlberechtigte      | 3.510.336   |             |             |             | 3.510.336    |              |              |              |         |         |
|                                 |                      |             |             |             |             |              |              |              |              |         |         |
| Quelle: Statistisches Landesamt |                      |             |             |             |             |              |              |              |              |         |         |

- Überhangmandate: 6 (CDU)

Die Stimmenmehrheiten der Erststimmen (l.) und Zweitstimmen (r.) in den Wahlkreisen

Laut sächsischem Wahlgesetz ist die Zahl der Ausgleichsmandate beschränkt und darf höchstens so hoch sein wie die Zahl der Überhangmandate (also 2009 6 Ausgleichsmandate). Wäre sie nicht beschränkt gewesen, hätte die SPD einen Sitz mehr erhalten. Bei den Wahlen bis 2004 war dieses Phänomen nicht aufgetreten.

### Wahlergebnis in den Gemeinden und kreisfreien Städten
Die folgenden Karten zeigen die (relativen) Mehrheiten der Direktstimmen (l.) und Listenstimmen (r.) in den Gemeinden und kreisfreien Städten.

Direktstimmen
Listenstimmen

| CDU20–30 %30–40 %40–50 %50–60 %60–70 %70–80 %80–90 % | Linke20–30 %30–40 %40–50 % | SPD30–40 % 40–50 % 50–60 % | FDP30–40 %40–50 %50–60 % | DSU30–40 % |

### Direktmandate
| Wahlkreis                          | Direktmandat                 | Partei    | Ergebnis | Veränderung | 2004 |
| ---------------------------------- | ---------------------------- | --------- | -------- | ----------- | ---- |
| 1 Plauen                           | Frank Heidan                 | CDU       | 31,6 %   | - 2,0 %     | CDU  |
| 2 Vogtland 1                       | Andreas Heinz                | CDU       | 42,2 %   | - 1,3 %     | CDU  |
| 3 Vogtland 2                       | Jürgen Petzold               | CDU       | 45,6 %   | + 0,1 %     | CDU  |
| 4 Vogtland 3                       | Alfons Kienzle               | CDU       | 32,3 %   | + 1,8 %     | CDU  |
| 5 Aue-Schwarzenberg 1              | Thomas Colditz               | CDU       | 43,5 %   | - 2,0 %     | CDU  |
| 6 Aue-Schwarzenberg 2              | Alexander Krauß              | CDU       | 43,8 %   | - 1,9 %     | CDU  |
| 7 Zwickauer Land 1                 | Kerstin Nicolaus             | CDU       | 43,4 %   | - 2,8 %     | CDU  |
| 8 Zwickauer Land 2                 | Jan Löffler                  | CDU       | 39,5 %   | - 4,0 %     | CDU  |
| 9 Zwickau                          | Gerald Otto                  | CDU       | 34,1 %   | %           | CDU  |
| 10 Chemnitzer Land 1               | Ines Springer                | CDU       | 39,1 %   | %           | CDU  |
| 11 Chemnitzer Land 2               | Jan Hippold                  | CDU       | 40,2 %   | %           | CDU  |
| 12 Chemnitz 1                      | Peter Patt                   | CDU       | 35,7 %   | - 2,1 %     | CDU  |
| 13 Chemnitz 2                      | Andreas Hähnel               | CDU       | 33,8 %   | - 0,7 %     | CDU  |
| 14 Chemnitz 3                      | Ines Saborowski-Richter      | CDU       | 32,3 %   | %           | CDU  |
| 15 Chemnitz 4                      | Karl-Friedrich Zais          | DIE LINKE | 32,9 %   | - 3,9 %     | PDS  |
| 16 Stollberg                       | Uta Windisch                 | CDU       | 43,8 %   | + 1,5 %     | CDU  |
| 17 Annaberg                        | Steffen Flath                | CDU       | 48,0 %   | - 6,7 %     | CDU  |
| 18 Mittleres Erzgebirge            | Günther Schneider            | CDU       | 41,9 %   | - 7,0 %     | CDU  |
| 19 Freiberg 1                      | Gernot Krasselt              | CDU       | 47,0 %   | %           | CDU  |
| 20 Freiberg 2                      | Martin Gillo                 | CDU       | 43,3 %   | + 0,6 %     | CDU  |
| 21 Mittweida 1                     | Iris Firmenich               | CDU       | 48,7 %   | - 2,4 %     | CDU  |
| 22 Mittweida 2                     | Thomas Schmidt               | CDU       | 41,4 %   | - 6,0 %     | CDU  |
| 23 Leipziger Land 1                | Georg-Ludwig von Breitenbuch | CDU       | 40,2 %   | %           | CDU  |
| 24 Leipziger Land 2                | Oliver Fritzsche             | CDU       | 34,4 %   | %           | CDU  |
| 25 Leipzig 1                       | Robert Clemen                | CDU       | 29,4 %   | + 1,0 %     | CDU  |
| 26 Leipzig 2                       | Sebastian Gemkow             | CDU       | 28,5 %   | %           | CDU  |
| 27 Leipzig 3                       | Dietmar Pellmann             | DIE LINKE | 31,3 %   | - 1,4 %     | PDS  |
| 28 Leipzig 4                       | Christine Clauß              | CDU       | 28,9 %   | - 3,1 %     | SPD  |
| 29 Leipzig 5                       | Ronald Pohle                 | CDU       | 32,1 %   | + 1,1 %     | PDS  |
| 30 Leipzig 6                       | Wolf-Dietrich Rost           | CDU       | 31,4 %   | %           | CDU  |
| 31 Leipzig 7                       | Rolf Seidel                  | CDU       | 39,8 %   | - 8,5 %     | CDU  |
| 32 Delitzsch                       | Volker Tiefensee             | CDU       | 39,8 %   | %           | CDU  |
| 33 Torgau-Oschatz                  | Frank Kupfer                 | CDU       | 45,9 %   | - 2,2 %     | CDU  |
| 34 Muldental 1                     | Hannelore Dietzschold        | CDU       | 42,3 %   | %           | CDU  |
| 35 Muldental 2                     | Svend-Gunnar Kirmes          | CDU       | 37,4 %   | %           | CDU  |
| 36 Döbeln                          | Sven Liebhauser              | CDU       | 36,3 %   | %           | CDU  |
| 37 Riesa-Großenhain 1              | Geert Mackenroth             | CDU       | 33,2 %   | %           | CDU  |
| 38 Riesa-Großenhain 2              | Sebastian Fischer            | CDU       | 38,5 %   | %           | CDU  |
| 39 Meißen 1                        | Karin Strempel               | CDU       | 39,9 %   | - 2,9 %     | CDU  |
| 40 Meißen 2                        | Matthias Rößler              | CDU       | 39,9 %   | - 1,8 %     | CDU  |
| 41 Weißeritzkreis 1                | Roland Wöller                | CDU       | 47,7 %   | - 3,9 %     | CDU  |
| 42 Weißeritzkreis 2                | Andrea Dombois               | CDU       | 47,6 %   | - 2,3 %     | CDU  |
| 43 Dresden 1                       | Aline Fiedler                | CDU       | 33,2 %   | %           | CDU  |
| 44 Dresden 2                       | Martin Modschiedler          | CDU       | 35,6 %   | %           | CDU  |
| 45 Dresden 3                       | Patrick Schreiber            | CDU       | 29,5 %   | %           | CDU  |
| 46 Dresden 4                       | Lars Rohwer                  | CDU       | 35,9 %   | - 3,4 %     | CDU  |
| 47 Dresden 5                       | Christian Hartmann           | CDU       | 33,3 %   | %           | CDU  |
| 48 Dresden 6                       | Christian Piwarz             | CDU       | 38,0 %   | %           | CDU  |
| 49 Sächsische Schweiz 1            | Oliver Wehner                | CDU       | 36,7 %   | %           | CDU  |
| 50 Sächsische Schweiz 2            | Jens Michel                  | CDU       | 44,8 %   | %           | CDU  |
| 51 Bautzen 1                       | Patricia Wissel              | CDU       | 49,2 %   | %           | CDU  |
| 52 Bautzen 2                       | Marko Schiemann              | CDU       | 48,0 %   | −0,3 %      | CDU  |
| 53 Kamenz 1                        | Aloysius Mikwauschk          | CDU       | 41,0 %   | %           | CDU  |
| 54 Kamenz 2                        | Stanislaw Tillich            | CDU       | 58,6 %   | +13,7 %     | CDU  |
| 55 Hoyerswerda                     | Frank Hirche                 | CDU       | 32,0 %   | %           | PDS  |
| 56 Niederschlesische Oberlausitz 1 | Lothar Bienst                | CDU       | 31,2 %   | %           | CDU  |
| 57 Niederschlesische Oberlausitz 2 | Peter Schowtka               | CDU       | 38,8 %   | - 2,2 %     | CDU  |
| 58 Görlitz                         | Volker Bandmann              | CDU       | 38,5 %   | + 5,5 %     | CDU  |
| 59 Löbau-Zittau 1                  | Heinz Lehmann                | CDU       | 41,7 %   | + 0,1 %     | CDU  |
| 60 Löbau-Zittau 2                  | Stephan Meyer                | CDU       | 44,9 %   | %           | CDU  |